# 陆军军医大学学报
《陆军军医大学学报》（原名《第三军医大学学报》）创刊于1979年，是中国大陆医药卫生科技类半月刊，编辑部位于重庆市。此刊物由陆军军医大学（第三军医大学）主办。
《陆军军医大学学报》在2018年被中华人民共和国国家新闻出版广电总局新闻报刊司评为2017年全国“百强报刊”。